# 耶夫尔河畔默安
耶夫爾河畔默安（法語：Mehun-sur-Yèvre，法語發音：[mə.œ̃ syʁ jɛvʁ]），法国中部城市，中央-卢瓦尔河谷大区谢尔省的一个市镇，隶属于维耶尔宗区，其市镇面积为24.45平方公里，2022年1月1日时人口数量为6,394人，在法国城市中排名第1,634位。
耶夫尔河畔默安位于谢尔省西部，耶夫尔河畔，是一个区域性的中心城市，维耶尔宗－桑凯兹铁路和多条公路在此交汇。耶夫尔河畔默安因其同名城堡遗址而闻名，近代因瓷器而兴盛。法兰西国王查理七世逝世于此地。

## 地名来源
“Mehun”一名最初以拉丁语“Magodunum”的形式被记载，该名称出自凯尔特语单词“magos”和“dunon”，分别意为“集市”和“城堡”。法国大革命期间，默安的官方拼写曾为带有尖音符的“Méhun”。“-sur-Yèvre”这一后缀自1801年起成为当地官方名称的一部分。

## 历史

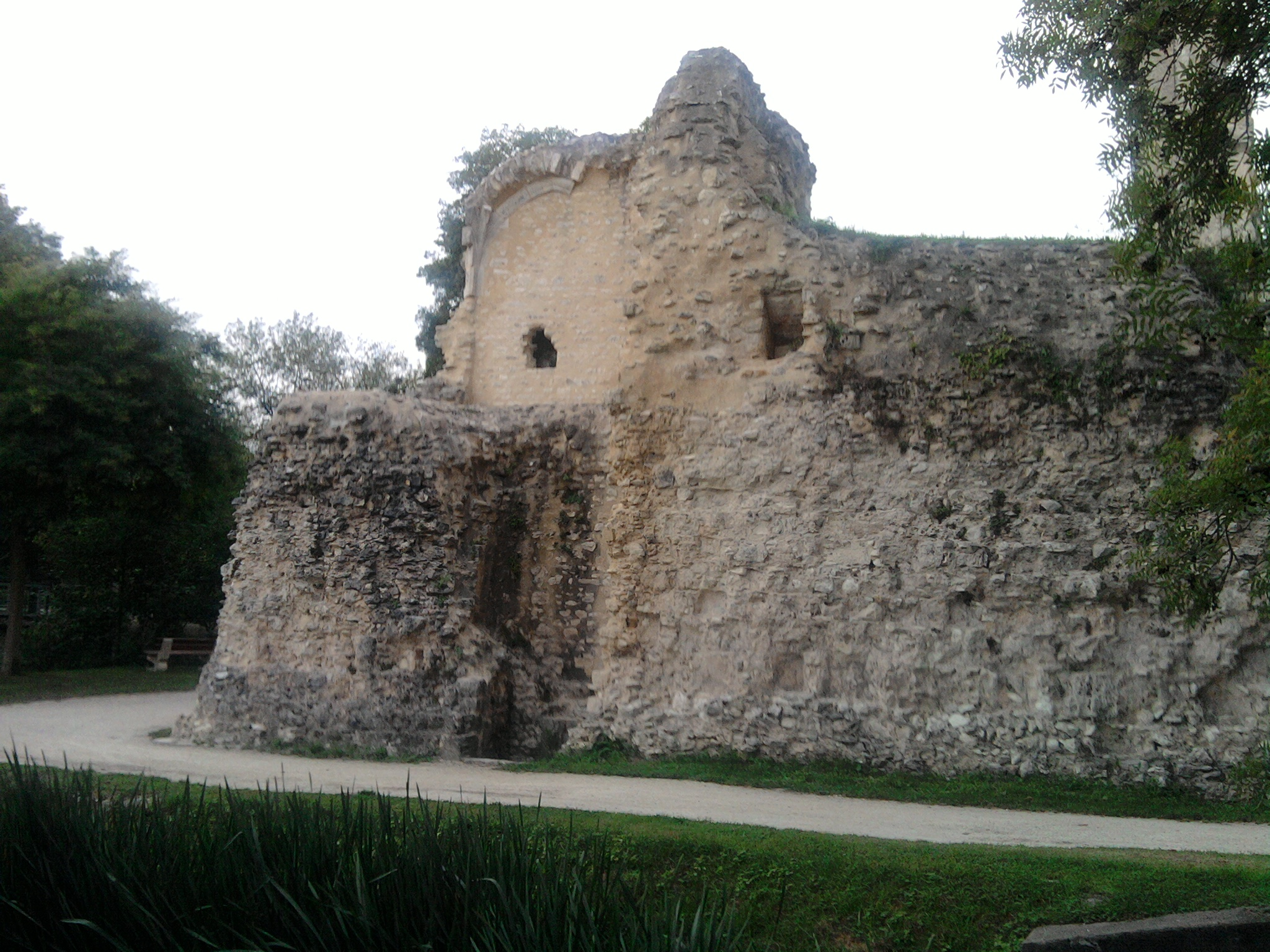
耶夫尔河畔默安城堡的一处残垣

根据当地官方网站的论述，耶夫尔河畔默安的城市历史与当地的城堡密切相关，其城堡可能由撒利法兰克人所建。中世纪中期，默安城堡被毁，后于公元13世纪被约翰一世购得重建，后城堡几经转手，于14世纪时被贝里公爵约翰继承。公元15世纪时，法兰西国王查理七世购买了默安城堡，默安由此成为一座皇家城市，查理七世曾长居于此并最终于1461年逝世于城堡内。其间，圣女贞德曾短暂停留于默安。宗教战争期间，默安城堡遭到严重破坏，除塔楼外的建筑主体被夷为平地。公元18世纪时，默安的纺织业得到发展，此外其附近的黏土得到开采，当地出现了制瓷作坊，瓷器成为默安的主要商贸产品之一。法国大革命后，耶夫尔河畔默安成为谢尔省的一个市镇。1806年，巴尔蒙（Barmont）和克雷西（Crécy）两个市镇并入耶夫尔河畔默安。1818年，来自瑞士的商人让-路易·里夏尔·皮利维（Jean-Louis Richard Pillivuyt）在耶夫尔河畔默安创办Pillivuyt工厂，后者随着工业革命的推动而成为耶夫尔河畔默安规模最大的企业。途径耶夫尔河畔默安的贝里运河和维耶尔宗－桑凯兹铁路分别于1840年和1847年建成。1910年，耶夫尔河曾发生洪水，耶夫尔河畔默安多处街道被淹没。2019年，耶夫尔河畔默安加入布尔日城市圈公共社区。

## 地理

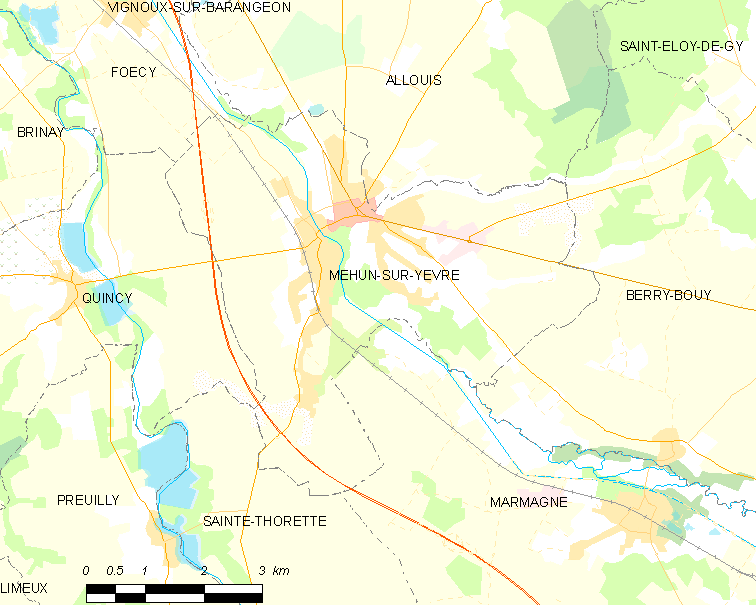
耶夫尔河畔默安市镇范围地图

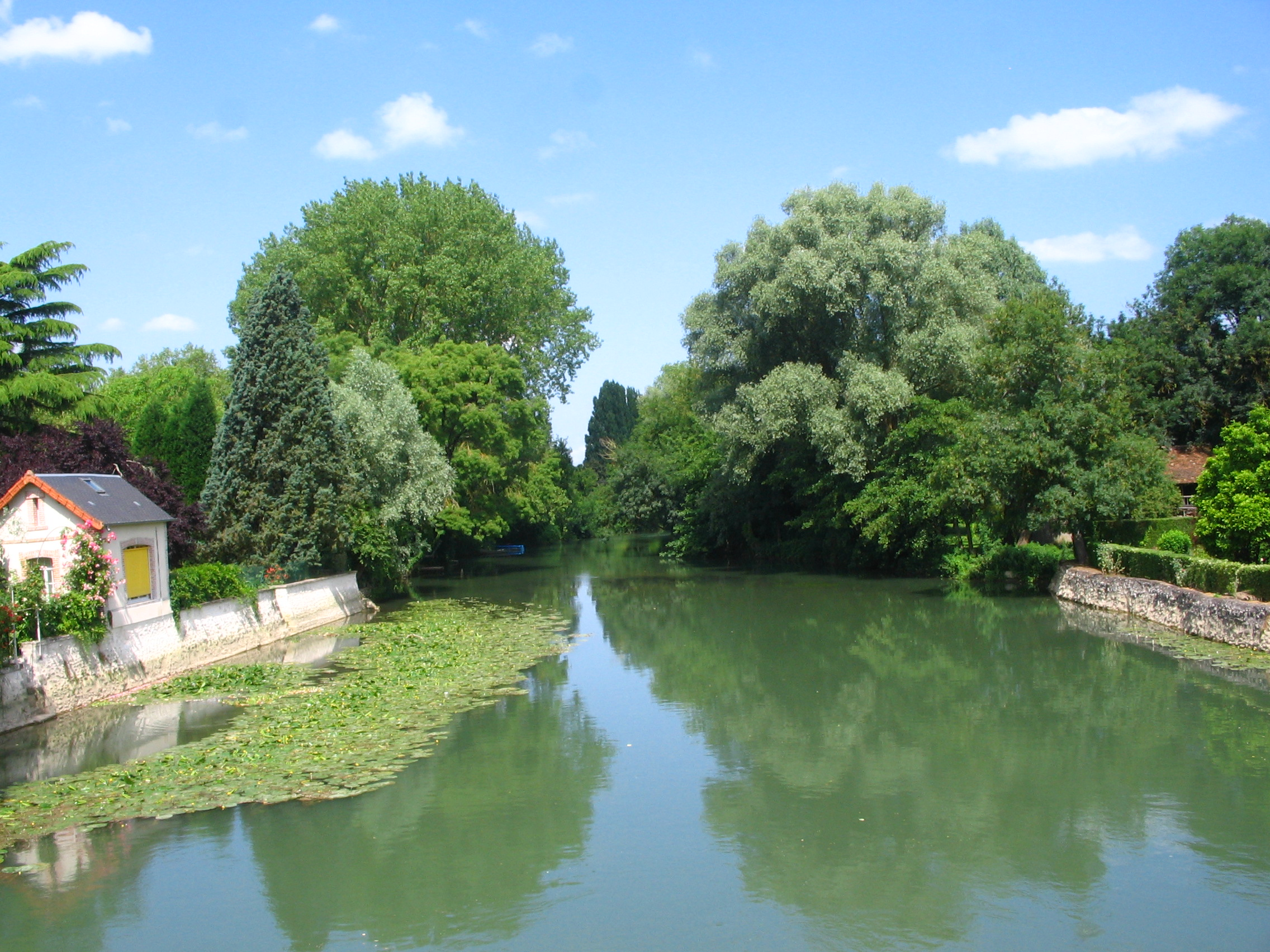
耶夫尔河默安段

耶夫尔河畔默安位于法国中部，中央-卢瓦尔河谷大区中东部和谢尔省西部，距离省会布尔日大约17公里。与耶夫尔河畔默安接壤的市镇包括：富瓦西、阿卢伊、坎西、圣托雷特、贝里-布伊和马尔马涅。

### 地形
耶夫尔河畔默安位于贝里平原腹地，境内以平原为主，市镇中心地势较为平坦，全境海拔在107到137米之间。

### 水文
耶夫尔河畔默安位于卢瓦尔河流域范围内，耶夫尔河自东南向西北流经镇中心，其左岸有与之平行的贝里运河。耶夫尔河右岸支流阿南河在此与其交汇。

### 植被
耶夫尔河畔默安属于温带阔叶混交林区，林地多分布于河流附近，市中心的贝里公爵约翰花园（Jardin du duc Jean de Berry）是当地主要的城市绿地。
在鲜花城市的评比中，耶夫尔河畔默安被评为2星级鲜花城市。

### 气候
耶夫尔河畔默安在柯本气候分类法中属于温带海洋性气候。
距离耶夫尔河畔默安最近的常年气象站位于坎西境内，以下为该气象站的数据（其中日照数据取自布尔日气象站）：
| 坎西 1981年－2019年 | 坎西 1981年－2019年 | 坎西 1981年－2019年 | 坎西 1981年－2019年 | 坎西 1981年－2019年 | 坎西 1981年－2019年 | 坎西 1981年－2019年 | 坎西 1981年－2019年 | 坎西 1981年－2019年 | 坎西 1981年－2019年 | 坎西 1981年－2019年 | 坎西 1981年－2019年 | 坎西 1981年－2019年 | 坎西 1981年－2019年 |
| 月份                | 1月                 | 2月                 | 3月                 | 4月                 | 5月                 | 6月                 | 7月                 | 8月                 | 9月                 | 10月                | 11月                | 12月                | 全年                |
| ------------------- | ------------------- | ------------------- | ------------------- | ------------------- | ------------------- | ------------------- | ------------------- | ------------------- | ------------------- | ------------------- | ------------------- | ------------------- | ------------------- |
| 历史最高温 °C（°F） | 18.3 (64.9)         | 22.8 (73.0)         | 25.7 (78.3)         | 30.9 (87.6)         | 34.8 (94.6)         | 38.4 (101.1)        | 39.4 (102.9)        | 42.4 (108.3)        | 35.9 (96.6)         | 30.8 (87.4)         | 22.9 (73.2)         | 20.3 (68.5)         | 42.4 (108.3)        |
| 平均高温 °C（°F）   | 7.4 (45.3)          | 8.9 (48.0)          | 13.3 (55.9)         | 16.3 (61.3)         | 20.8 (69.4)         | 24.2 (75.6)         | 26.9 (80.4)         | 26.5 (79.7)         | 22.6 (72.7)         | 17.7 (63.9)         | 11.2 (52.2)         | 7.9 (46.2)          | 17 (63)             |
| 日均气温 °C（°F）   | 4.2 (39.6)          | 4.8 (40.6)          | 8.1 (46.6)          | 10.5 (50.9)         | 14.7 (58.5)         | 17.9 (64.2)         | 20.1 (68.2)         | 19.7 (67.5)         | 16.3 (61.3)         | 12.7 (54.9)         | 7.3 (45.1)          | 4.7 (40.5)          | 11.8 (53.2)         |
| 平均低温 °C（°F）   | 1 (34)              | 0.8 (33.4)          | 2.8 (37.0)          | 4.6 (40.3)          | 8.7 (47.7)          | 11.5 (52.7)         | 13.3 (55.9)         | 13 (55)             | 10.1 (50.2)         | 7.8 (46.0)          | 3.4 (38.1)          | 1.6 (34.9)          | 6.6 (43.9)          |
| 历史最低温 °C（°F） | −19.6 (−3.3)        | −16 (3)             | −12 (10)            | −6 (21)             | −1.3 (29.7)         | 0.9 (33.6)          | 3.3 (37.9)          | 2.6 (36.7)          | 0 (32)              | −6.8 (19.8)         | −11.2 (11.8)        | −12.5 (9.5)         | −19.6 (−3.3)        |
| 平均降水量 mm（）   | 56.1 (2.21)         | 50.5 (1.99)         | 52.3 (2.06)         | 61.3 (2.41)         | 73 (2.9)            | 53.1 (2.09)         | 58 (2.3)            | 55.2 (2.17)         | 61 (2.4)            | 67.6 (2.66)         | 62.6 (2.46)         | 65.6 (2.58)         | 716.3 (28.20)       |
| 月均日照時數        | 67.9                | 88.6                | 151                 | 175.7               | 210                 | 224.9               | 239                 | 232.7               | 185.8               | 124.5               | 72.2                | 55.3                | 1,827.6             |
| 来源：infoclimat.fr |                     |                     |                     |                     |                     |                     |                     |                     |                     |                     |                     |                     |                     |

## 行政区划
耶夫尔河畔默安的市镇编号为18141，邮政编号为18500。
在行政管理方面，耶夫尔河畔默安隶属于法国中央-卢瓦尔河谷大区谢尔省维耶尔宗区；在地方选举方面，耶夫尔河畔默安是耶夫尔河畔默安县的中央投票站所在地，其市镇范围全境被划入谢尔省第二选区；在社会管理方面，耶夫尔河畔默安是布尔日城市圈公共社区的组成部分。
截至2023年4月，耶夫尔河畔默安市镇范围内暂无任何城市敏感街区及城市政策优先街区。
法国国家统计与经济研究所（简称）在进行数据统计时，将耶夫尔河畔默安市镇单独设为耶夫尔河畔默安城市核心区（Unité urbaine de Mehun-sur-Yèvre），未将耶夫尔河畔默安划入任何城市区（Aire urbaine）内。自2020年起，耶夫尔河畔默安被划入包含112个市镇的布尔日城市辐射区。此外，还将耶夫尔河畔默安市镇整体看作一个“块区”（IRIS），以便于统计人口分布情况。

## 交通

### 公路
谢尔省省道D20线、D60线、D68线、D79线、D107线和D2044线在耶夫尔河畔默安境内交汇，中央-卢瓦尔河谷大区下属的城际客运提供巴士线路，可前往布尔日和维耶尔宗。
| 6 | 12 |

| 布尔日 | 18 |

| 维耶尔宗 | 15 |

| 勒伊 | 16 |

2019年，73.3%的耶夫尔河畔默安家庭拥有至少一辆私人汽车。2019年，耶夫尔河畔默安境内共发生各类交通事故2起，造成2人受伤，其中1人重伤。

### 铁路

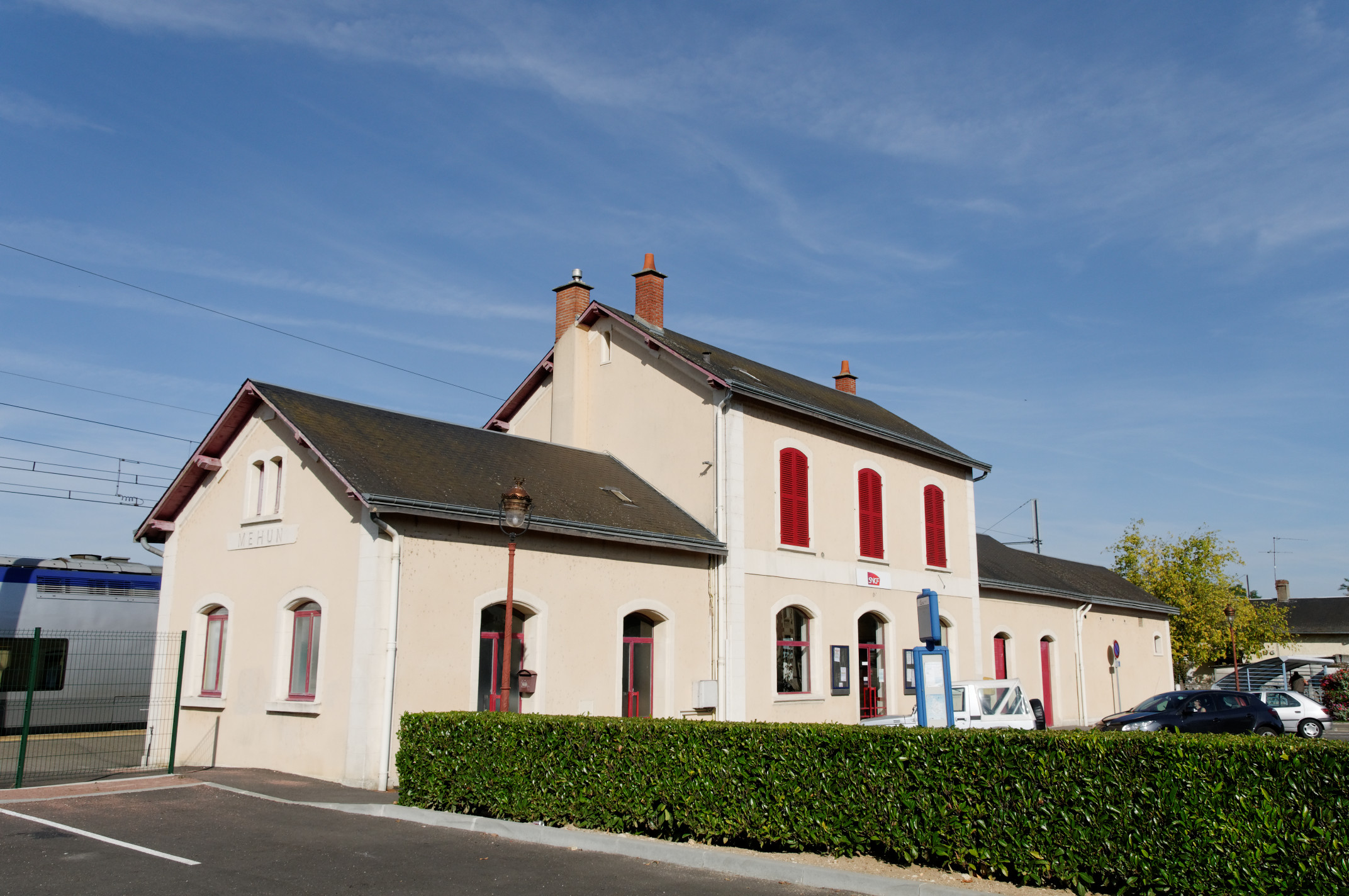
耶夫尔河畔默安火车站

耶夫尔河畔默安位于维耶尔宗－桑凯兹铁路上。耶夫尔河畔默安站位于市区西南部，停靠往返于维耶尔宗和布尔日一线的区域列车。

### 航空
距离耶夫尔河畔默安最近的民用航空站为66公里外的沙托鲁机场。

### 城市公共交通
耶夫尔河畔默安是布尔日城市公共交通（商业名称为）的服务范围，后者是布尔日城市圈公共社区的城市公共交通系统。截至2023年4月，该系统共包括数十条公交线路，其中耶夫尔河畔默安市区有三个站点，供定制巴士停靠。

## 政治

### 市政内阁

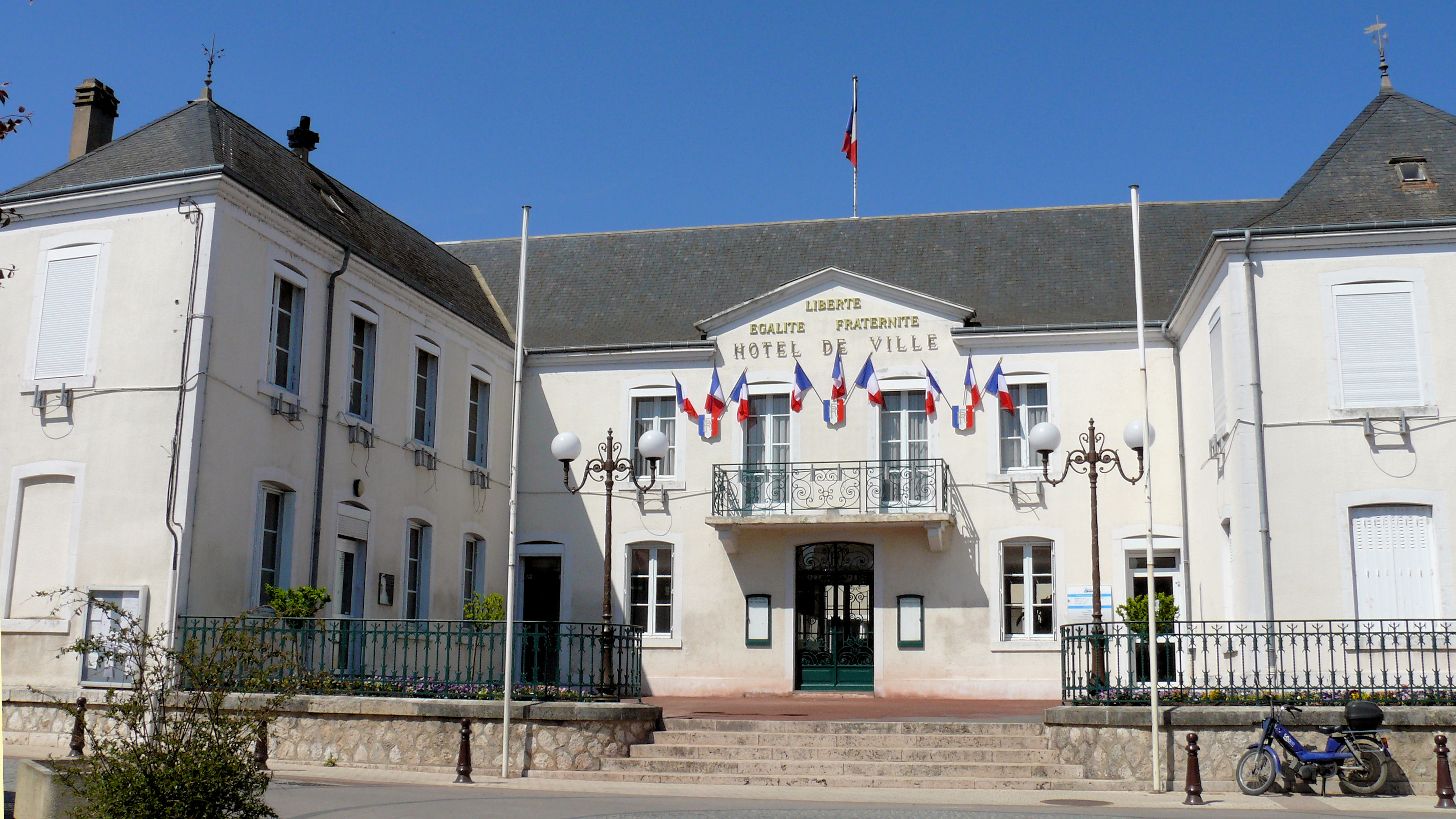
耶夫尔河畔默安市政厅

耶夫尔河畔默安的现任市长为让-路易·萨拉克先生（Jean-Louis SALAK），他是一名右翼无党派人士，在2020年的市政选举中获得了66.15%的支持率。
| 耶夫尔河畔默安历届市长 | 耶夫尔河畔默安历届市长           | 耶夫尔河畔默安历届市长             |
| 任期                   | 市长                             | 党派                               |
| ---------------------- | -------------------------------- | ---------------------------------- |
| 1944年－1947年         | Eugène MARCHAND 欧仁·马尔尚      | 不详                               |
| 1947年－1955年         | Georges BLOT 乔治·布洛           | 不详                               |
| 1955年－1956年         | Georges QUILLERIET 乔治·基勒里耶 | 不详                               |
| 1956年－1959年         | Robert MARCHAND 罗贝尔·马尔尚    | 不详                               |
| 1959年－1965年         | Pierre ARNOUX 皮埃尔·阿尔努      | 不详                               |
| 1965年－1998年         | Jean MANCEAU 让·芒索             | DVD右翼无党派人士                  |
| 1998年－2014年         | François PILLET 弗朗索瓦·皮耶    | DVD右翼无党派人士 →UMP人民运动联盟 |
| 2014年－               | Jean-Louis SALAK 让-路易·萨拉克  | LR共和黨 →DVD右翼无党派人士        |

### 各级选举
| 耶夫尔河畔默安历届投票选举结果 | 耶夫尔河畔默安历届投票选举结果 | 耶夫尔河畔默安历届投票选举结果 | 耶夫尔河畔默安历届投票选举结果 | 耶夫尔河畔默安历届投票选举结果  | 耶夫尔河畔默安历届投票选举结果 | 耶夫尔河畔默安历届投票选举结果 | 耶夫尔河畔默安历届投票选举结果  | 耶夫尔河畔默安历届投票选举结果 | 耶夫尔河畔默安历届投票选举结果 |
| 选举项目                       | 选举范围                       | 选区单位                       | 选区单位内的选举结果           | 选区单位内的选举结果            | 选区单位内的选举结果           | 选区单位内的选举结果           | 选区单位内的选举结果            | 选区单位内的选举结果           | 参考资料                       |
| 选举项目                       | 选举范围                       | 选区单位                       | 第一轮胜出者                   | 第一轮胜出者                    | 支持率                         | 第二轮胜出者                   | 第二轮胜出者                    | 支持率                         | 参考资料                       |
| ------------------------------ | ------------------------------ | ------------------------------ | ------------------------------ | ------------------------------- | ------------------------------ | ------------------------------ | ------------------------------- | ------------------------------ | ------------------------------ |
| 2017年法國總統選舉             | 法國                           | 市镇                           |                                | 玛丽娜·勒庞                     | 25.45%                         |                                | 埃马纽埃尔·马克龙               | 59.83%                         | [ 28 ]                         |
| 2017年法国立法选举             | 谢尔省第二选区                 | 市镇                           |                                | 娜迪亚·埃萨扬                   | 33.99%                         |                                | 娜迪亚·埃萨扬                   | 53.16%                         | [ 28 ]                         |
| 2019年欧洲议会选举             | 法國                           | 市镇                           |                                | 若尔当·巴尔代拉                 | 28.49%                         | （不适用）                     | （不适用）                      | （不适用）                     | [ 30 ]                         |
| 2021年法国省级选举             | 谢尔省                         | 县                             |                                | 索菲·贝尔特朗 克里斯蒂安·加特凡 | 43.14%                         |                                | 索菲·贝尔特朗 克里斯蒂安·加特凡 | 56.8%                          | [ 31 ]                         |
| 2021年法国省级选举             | 谢尔省                         | 市镇                           |                                | 索菲·贝尔特朗 克里斯蒂安·加特凡 | 49.82%                         |                                | 索菲·贝尔特朗 克里斯蒂安·加特凡 | 62.18%                         | [ 31 ]                         |
| 2021年法国大区选举             |                                | 市镇                           |                                | 弗朗索瓦·博诺                   | 25.56%                         |                                | 弗朗索瓦·博诺                   | 37.87%                         | [ 32 ]                         |
| 2022年法国总统选举             | 法國                           | 市镇                           |                                | 玛丽娜·勒庞                     | 30.18%                         |                                | 埃马纽埃尔·马克龙               | 52.76%                         | [ 28 ]                         |
| 2022年法国立法选举             | 谢尔省第二选区                 | 市镇                           |                                | 尼古拉·桑叙                     | 26.48%                         |                                | 尼古拉·桑叙                     | 50.67%                         | [ 28 ]                         |

## 人口
2019年，耶夫尔河畔默安市镇人口数量为6,555，在法国排名第1,634位。其中男性3,122人，女性3,433人，75岁及以上人口占12.3%，外籍人口数量为320人，人口密度为268人/平方公里，当地居民被称为（男性）或（女性）。2020年，耶夫尔河畔默安境内出生60人，死亡人口124人。
| 耶夫尔河畔默安1901年－2020年人口变化情况 |
|                                          |
| 数据来源：Cassini、INSEE                 |

## 经济

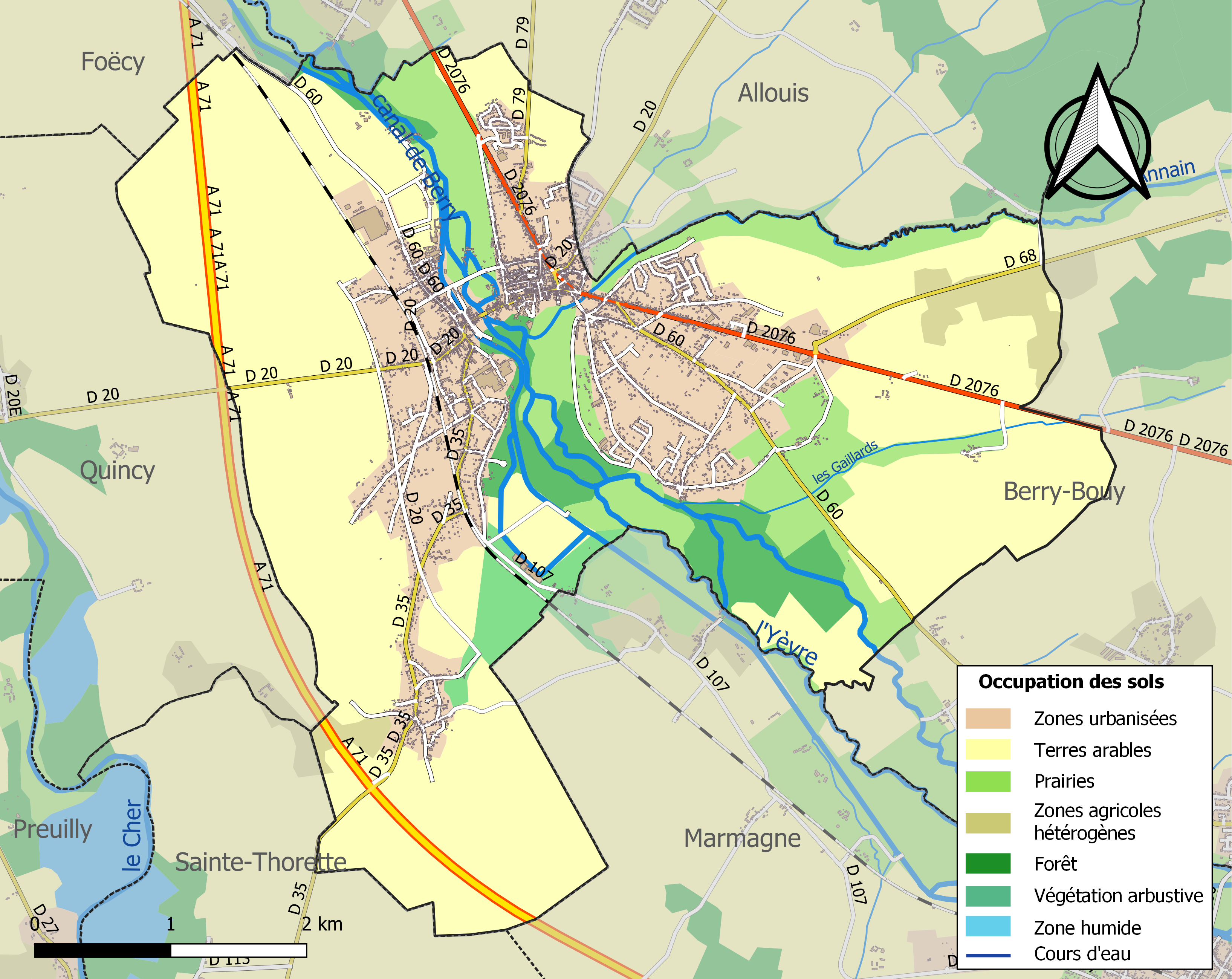
耶夫尔河畔默安土地利用情况地图

耶夫尔河畔默安是一个区域性的中心城市。截止2023年4月，耶夫尔河畔默安市镇范围内共有各类用人单位（包含自雇）699家，平均历史为18年，其中99.13%为中小型企业（PME），2023年2月至4月间，当地的经济活力指数为0。（大型零售）、（瓷器生产）及（纸箱生产）是当地2021年营业额最高的三个企业，分别为13,711,055欧元、11,044,316欧元和7,161,262欧元。

## 财政与居民收入
2021年，耶夫尔河畔默安的财政收入总额为8,114,360欧元，财政支出总额为7,378,100欧元，当年的债务总额为13,263,800欧元。2021年，耶夫尔河畔默安市镇通过增值税获得302,050欧元的收入，此外当地还共获得了547,060欧元的国家直接财政补助。
2020年，耶夫尔河畔默安的人均月收入总额为2,127欧元，其中高级职员为3,701欧元，低于法国平均水平（4,230欧元）；中级职员为2,382欧元，低于法国平均水平（2,411欧元）；普通职员为1,707欧元，亦低于法国平均水平（1,740欧元）。
2019年，耶夫尔河畔默安境内的贫困率为11%，青壮年（15至64岁）失业率为12.4%；当地51.2%的家庭拥有纳税资格，平均纳税1,893欧元，低于法国平均水平（3,910欧元）。

## 社会事务

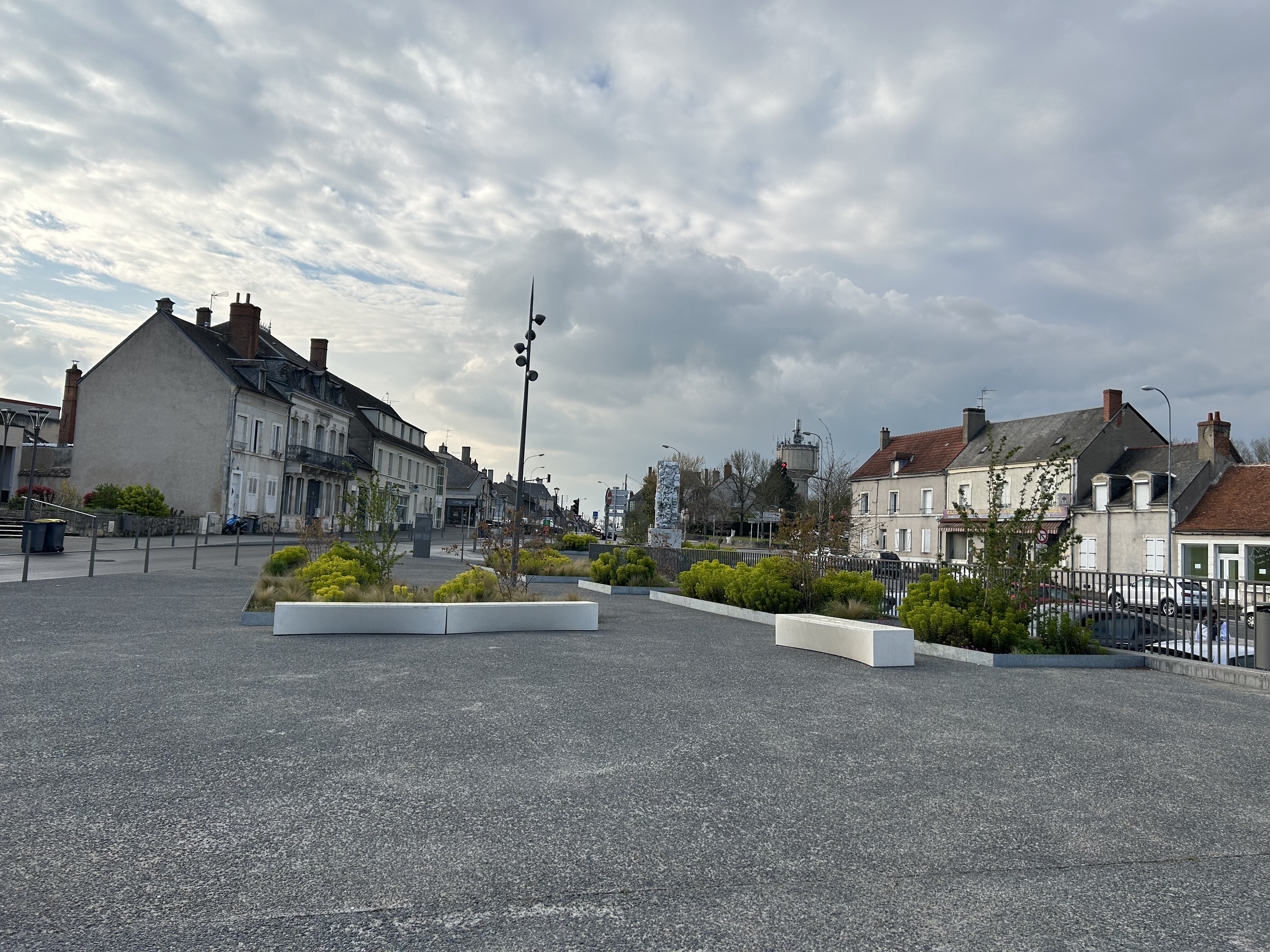
七月十四日广场

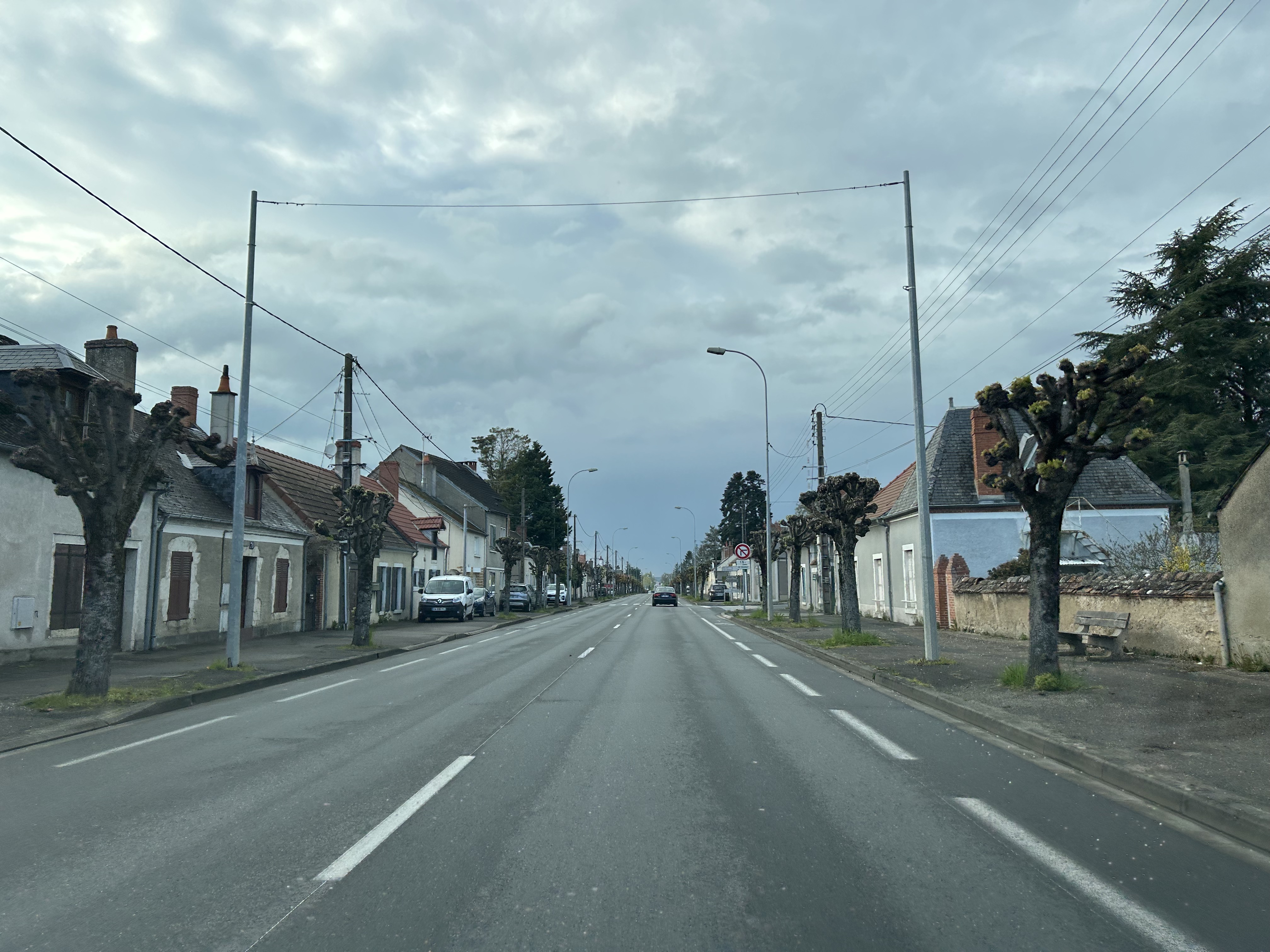
让·沙特莱大街

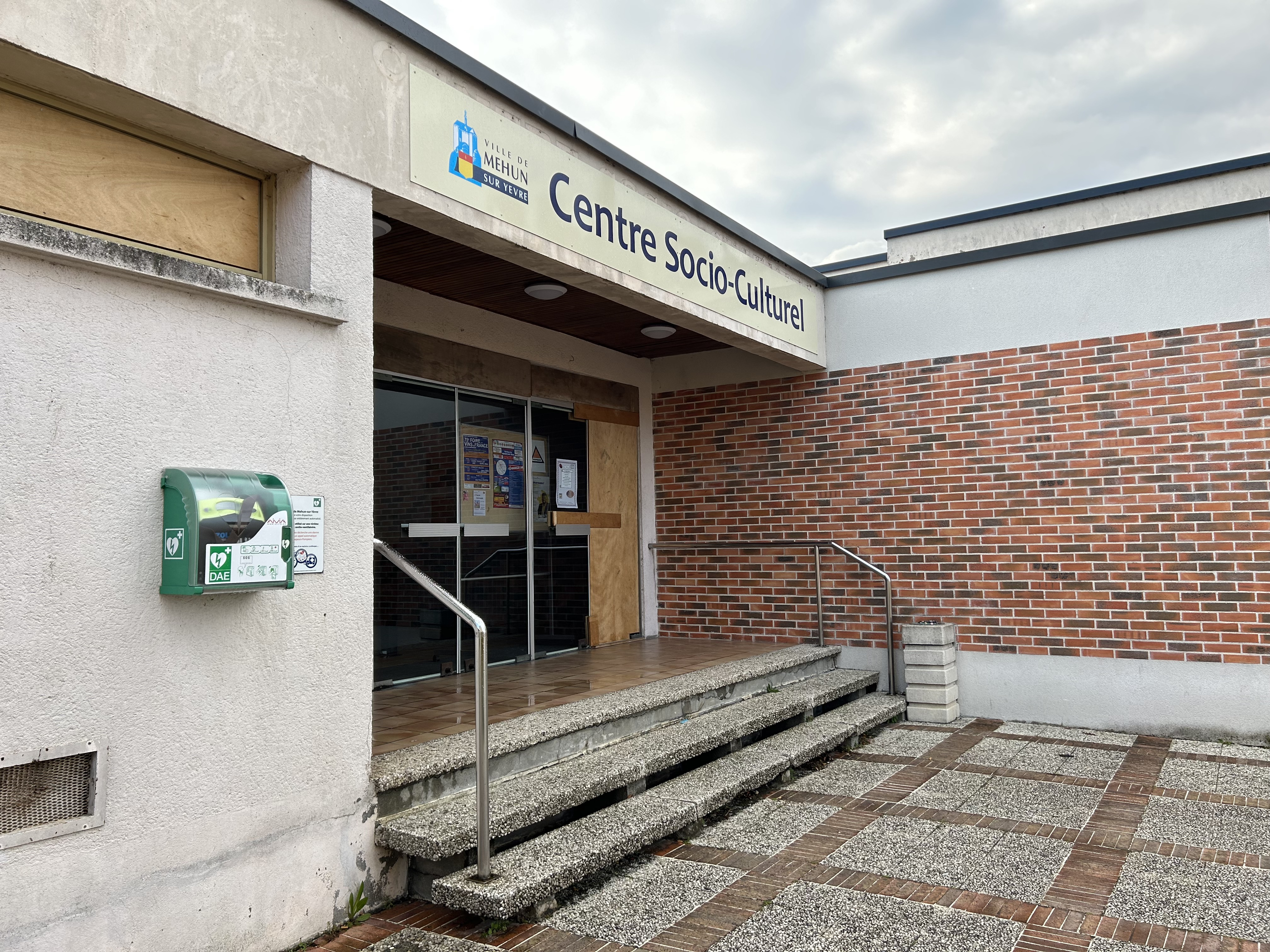
耶夫尔河畔默安社会文化中心

### 教育
耶夫尔河畔默安属于奥尔良-图尔学区。截止2021年1月1日，耶夫尔河畔默安境内共有2所幼儿园、3所小学和1所初级中学。2021至2022学年度，耶夫尔河畔默安境内共有在校中等教育阶段学生495名。

### 医疗
截止2021年1月1日，耶夫尔河畔默安境内共有全科医生6名、保健师9名、牙医3名、护士8名和助产士2名。境内共有药房3家、养老院1家。
距离耶夫尔河畔默安最近的区域性医疗机构为布尔日中心医院（Centre Hospitalier de Bourges），其主病区雅克·柯尔医院（Centre Hospitalier Jacques Coeur）位于布尔日市区东部，距离耶夫尔河畔默安市区的正常车程在半小时以内，该院设有床位916个，是当地规模最大的公立综合性医院。

### 住房
2019年，耶夫尔河畔默安境内共有各类住房3,687套，其中84.0%为独立式居民区，15.6%为集中式居民区。常住房屋占耶夫尔河畔默安市镇范围内居民建筑总量的84.6%。
在住房保障政策方面，2021年，耶夫尔河畔默安境内共有448户家庭获得了住房经济补助，受益人数占总人口数量的6.8%，其中420份为房租补助。

### 商业
2021年，耶夫尔河畔默安境内共有各类实体商铺130家，其中餐厅14家、大型超市5家、杂货店2家、面包房4家、肉铺3家、书店1家、装饰品店2家、银行门店3家、美容美发店12家、汽车维修店12家。市区东部建有开放式商业街区，有Intermarché、Lidl等综合商场，市区北部则有一家家乐福超市。

### 体育
2021年，耶夫尔河畔默安境内共有2间体育馆、1座综合体育场、5处网球场、2处足球或橄榄球场以及2处篮球或排球场。
截至2023年4月，耶夫尔河畔默安境内共有两家注册足球俱乐部。默安葡萄牙人奥林匹克（Olympique Portugais de Mehun，编号527177）是当地的代表性足球队，其主队2022至2023赛季参加中央-卢瓦尔河谷大区足球联赛丙组（法国第八级别），其主场为安德烈·普瓦特尔诺球场（Stade André Poitrenaux）。

### 环境
耶夫尔河畔默安的环境事务由其所属的布尔日城市圈公共社区联合各级政府协调负责。2021年，耶夫尔河畔默安境内暂无污染企业。

### 治安
2021年，耶夫尔河畔默安市镇范围内有1处宪兵队。
耶夫尔河畔默安及其附近的共55个市镇是维耶尔宗国家宪兵队（zone gendarmerie de Vierzon）的管辖范围。2020年，该宪兵队累计记录各类案件1,459起，其中盗窃类案件708起，经济类案件243起，毒品交易类案件64起。

## 文化

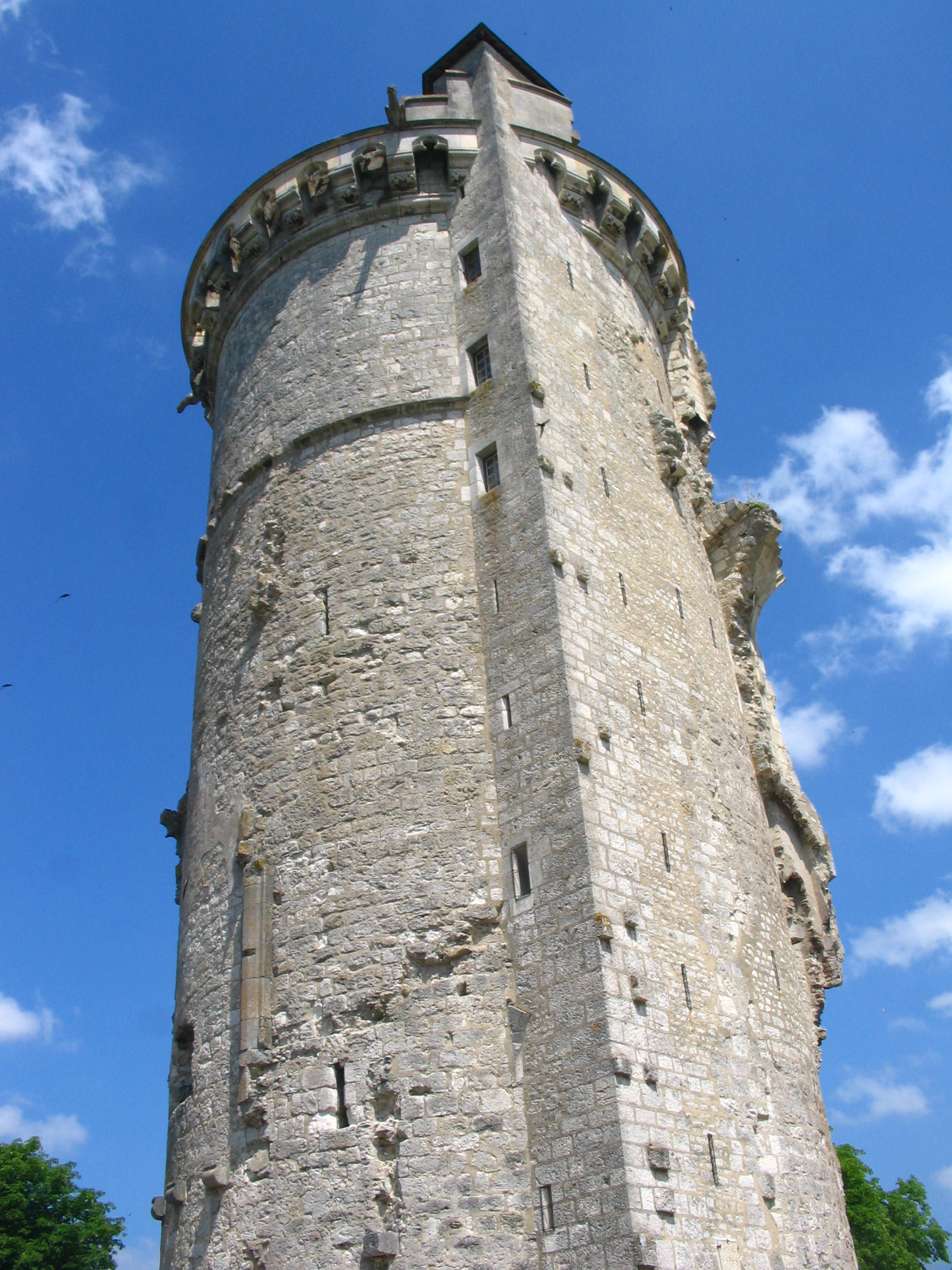
城堡遗址主塔

2021年，耶夫尔河畔默安境内有1家博物馆。耶夫尔河畔默安境内建有阿兰·富尔尼耶市政图书馆（Bibliothèque Municipale Alain-Fournier），每周二、三、五、六向公众开放。

### 建筑
耶夫尔河畔默安境内有多处历史建筑，其中耶夫尔河畔默安城堡遗址、圣母大教堂等为法国国家文物保护单位。

### 旅游
耶夫尔河畔默安的旅游事务由其所属的布尔日城市圈公共社区负责。2022年，耶夫尔河畔默安境内共有1家酒店共计8间房间；另有1个露营地，可容纳共35辆露营车。

### 媒体
法国主要的媒体均可在耶夫尔河畔默安接收，法国电视三台下属的中央-卢瓦尔河谷大区频道在部分时段播出耶夫尔河畔默安所在谢尔省的地方新闻。《贝里共和党人报》、蓝色法兰西贝里广播、震动广播等是当地主要的地方性媒体。

## 相关人物
法兰西国王查理七世逝世于耶夫尔河畔默安。

## 友好城市
截至2023年4月，耶夫尔河畔默安共与一座城市互为友好城市关系：
- 德国 穆尔格